# Заріченське сільське поселення (Комишловський район)
Зарі́ченське сільське поселення (рос. Зареченское сельское поселение) — сільське поселення у складі Комишловського району Свердловської області Росії.
Адміністративний центр — присілок Баранникова.
Населення сільського поселення становить 5586 осіб (2019; 5749 у 2010, 6250 у 2002).
Станом на 2002 рік існувало 3 сільських ради: Заріченська сільська рада (села Реутинське, Роздольне, селище Новий, присілки Баранникова, Зарічна, Коров'якова, Фадюшина) з центром у присілку Баранникова, Ожгіхинська сільська рада (присілки Булдакова, Ожгіха) та Скатинська сільська рада (село Скатинське, селище Восход, присілки Голишкина, Чикунова) з центром у селищі Восход.

## Склад
До складу сільського поселення входять:
| Населений пункт       | Населення, осіб (2002) | Населення, осіб (2010) |
| --------------------- | ---------------------- | ---------------------- |
| Баранникова, присілок | 844                    | 775                    |
| Булдакова, присілок   | 304                    | 259                    |
| Восход, селище        | 1130                   | 1042                   |
| Голишкина, присілок   | 292                    | 242                    |
| Зарічна, присілок     | 418                    | 369                    |
| Коров'якова, присілок | 95                     | 114                    |
| Новий, селище         | 252                    | 236                    |
| Ожгіха, присілок      | 611                    | 553                    |
| Реутинське, село      | 159                    | 139                    |
| Роздольне, село       | 327                    | 312                    |
| Скатинське, село      | 718                    | 732                    |
| Фадюшина, присілок    | 662                    | 548                    |
| Чикунова, присілок    | 438                    | 428                    |